# Sirius FM5
O Sirius FM5, também conhecido como Radiosat 5, é um satélite de comunicação  geoestacionário estadunidense que foi construído pela Space Systems/Loral (SS/L), ele está localizado na posição orbital de 96 graus de longitude oeste e foi operado pela Sirius Satellite Radio até a sua fusão com a Sirius XM Holdings que passou a operar o mesmo. O satélite foi baseado na plataforma LS-1300 e possui uma expectativa de vida útil estimada de 15 anos.

## Lançamento
O satélite foi lançado com sucesso ao espaço no dia 30 de junho de 2009 às 19:10 UTC, por meio de um veiculo Proton-M/Briz-M a partir do Cosmódromo de Baikonur, no Cazaquistão. Ele tinha uma massa de lançamento de 5 840 kg.